# Höfuðborgarsvæðið
Höfuðborgarsvæðið, littéralement « zone métropolitaine », aussi appelée « région capitale » ou « Grand Reykjavik », est l'une des huit régions de l'Islande. Elle est peuplée de plus de 200 000 habitants. C'est, de loin, la région la plus peuplée de l'Islande puisqu'elle regroupe plus de la moitié de la population du pays. Son siège se situe à Reykjavik. La région constitue également le comté du Kjósarsýsla.

## Démographie

Les sept municipalités de la région.

Environs de Reykjavík.

| Année | Population | Pourcentage de la population islandaise |
| ----- | ---------- | --------------------------------------- |
| 1920  | 21 441     | 22,70 %                                 |
| 1930  | 33 854     | 31,16 %                                 |
| 1940  | 43 841     | 36,06 %                                 |
| 1950  | 65 080     | 45,10 %                                 |
| 1960  | 89 493     | 49,93 %                                 |
| 1970  | 109 238    | 53,40 %                                 |
| 1980  | 121 698    | 52,65 %                                 |
| 1990  | 145 980    | 56,65 %                                 |
| 2000  | 175 000    | 61,44 %                                 |
| 2011  | 202 341    | 63,32 %                                 |
| 2022  | 240 882    | 63,98 %                                 |

## Municipalités
Municipalités
- Reykjavíkurborg
- Kópavogsbær
- Hafnarfjarðarkaupstaður
- Garðabær
- Mosfellsbær
- Seltjarnarnes
- Kjósarhreppur

Municipalités par emplacement
- Ouest de Reykjavík : Seltjarnarnes
- Nord-Est de Reykjavík : Mosfellsbær et Kjósarhreppur
- Sud de Reykjavík : Kópavogsbær, Garðabær, Hafnarfjarðarkaupstaður et Álftanes

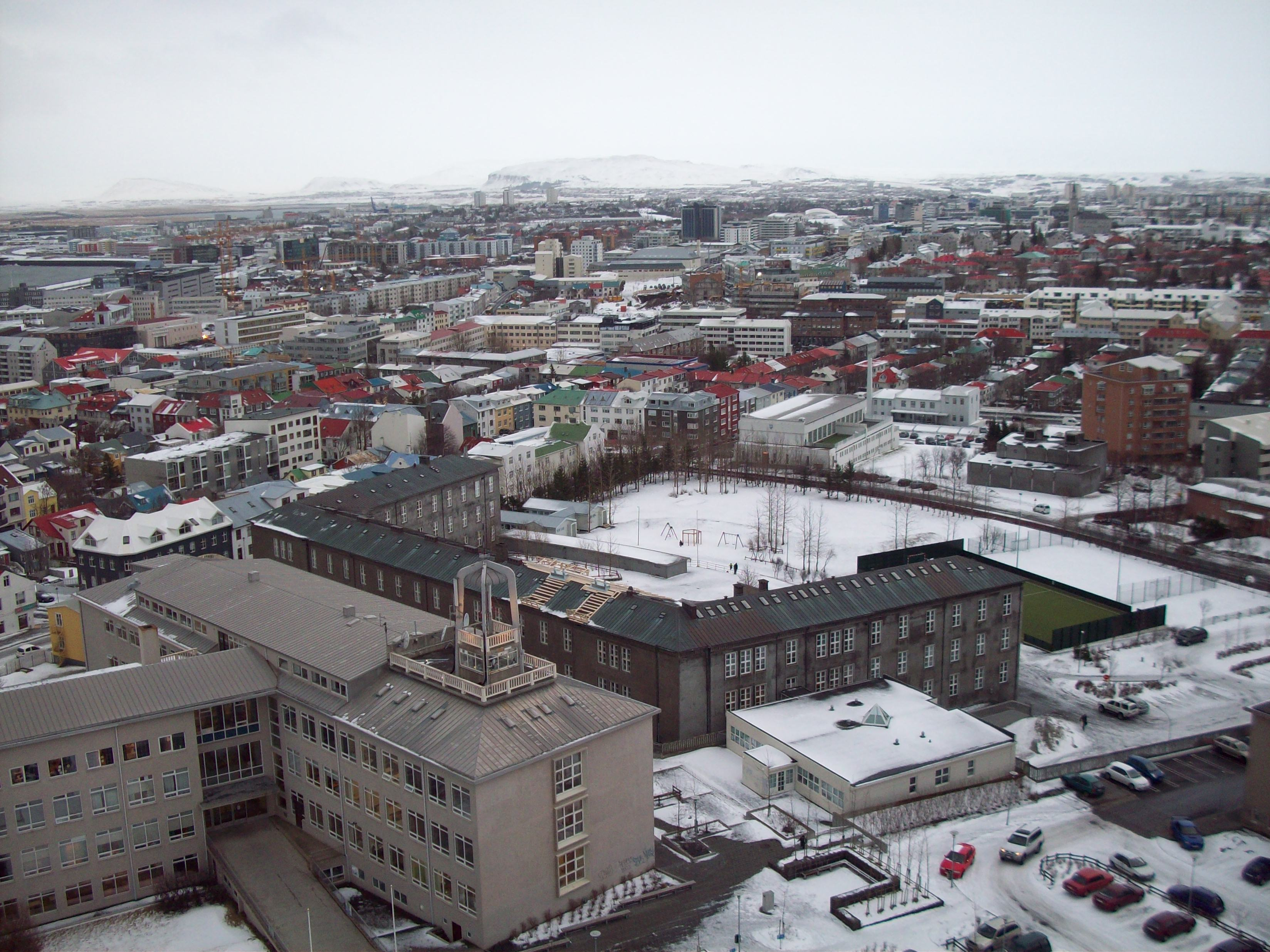
Reykjavik.
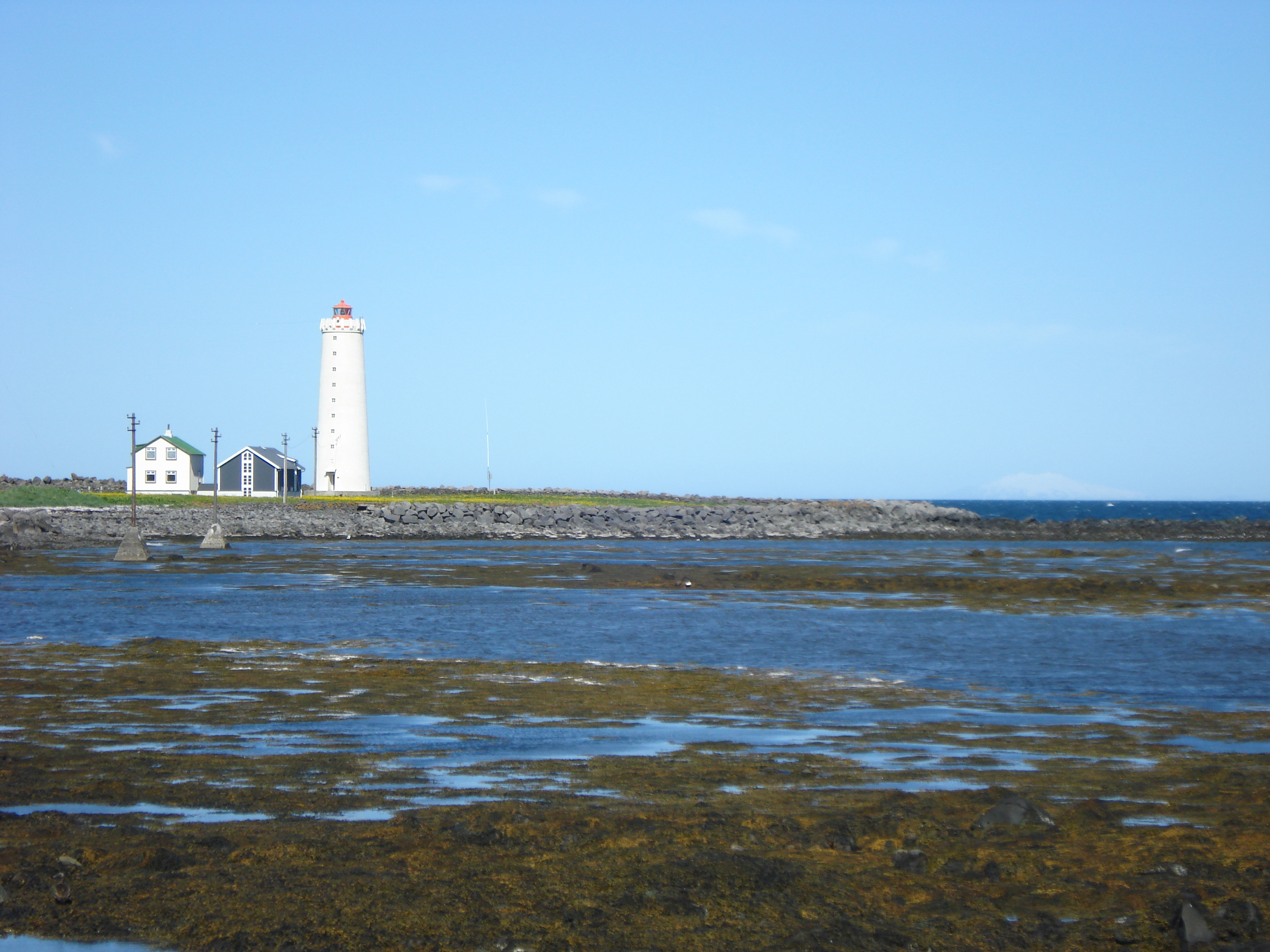
Seltjarnarnes.
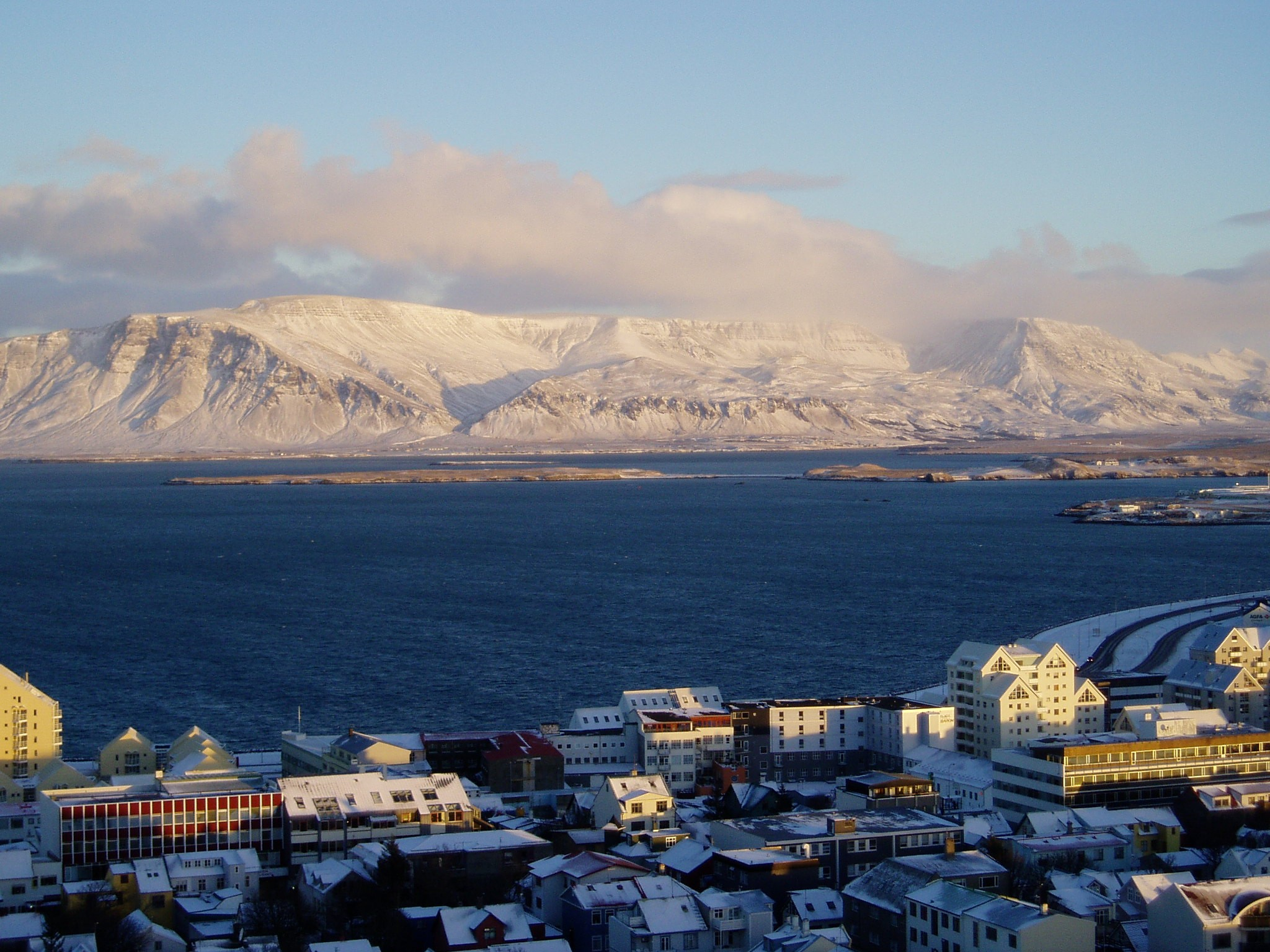
Reykjavík et Faxaflói.